# Leif Lampater
Leif George Lampater, född den 22 december 1982 i Waiblingen, är en tysk före detta bancyklist vars styrka främst låg i pargrenarna madison (trefaldig tysk mästare, två världscupssegrar) och sexdagarslopp (nio segrar), men han hade också framgångar i lagförföljelselopp (tre tyska mästerskap, EM-brons för U23, en världscupsseger), omnium (ett tyskt mästerskap) och derny (ett tyskt mästerskap). Han blev professionell 2002.
Lampater ingick i det tyska fyramannalag som kom på fjärde plats i lagförföljelselopp vid Olympiska spelen i Aten 2004.
Lampater avslutade cykelkarriären 2018 och fortsatte därefter arbeta inom datorbranschen med utveckling av mjukvara.

## Meriter
| 2004 4:a i lagförföljelselopp (med R. Bartko, G. Fulst, C. Lademann) 2002 3:a i lagförföljelselopp för U23 2016 6:a i individuellt förföljelselopp | 2005 6:a i lagförföljelselopp 2006 6:a i lagförföljelselopp 2007 5:a i lagförföljelselopp 2016 6:a i lagförföljelselopp |

| 2005/2006 Vinnare av Stuttgarts sexdagars med Robert Bartko och Guido Fulst 2006/2007 Vinnare av Berlins sexdagars med Guido Fulst 2007/2008 Vinnare av Stuttgarts sexdagars med Robert Bartko och Iljo Keisse Vinnare av Rotterdams sexdagars med Danny Stam 2008/2009 Vinnare av Bremens sexdagars med Erik Zabel Vinnare av Dortmunds sexdagars med Erik Zabel 2013/2014 Vinnare av Bremens sexdagars med Wim Stroetinga Vinnare av Gents sexdagars med Jasper De Buyst 2014/2015 Vinnare av Berlins sexdagars med Marcel Kalz | Leif Lampater blev tysk mästare vid nedanstående tillfällen: 2005 Tysk mästare i lagförföljelselopp 2010 Tysk mästare i madison med Christian Grasmann 2013 Tysk mästare i madison med Nico Hesslich 2014 Tysk mästare i madison med Marcel Kalz Tysk mästare i derny 2016 Tysk mästare i lagförföljelselopp 2017 Tysk mästare i omnium 2018 Tysk mästare i lagförföljelselopp |